# Lutak
Lutak  est une census-designated place dans le borough de Haines en Alaska aux États-Unis. Sa population était de 49 habitants en 2010.

## Situation - climat
Elle est située au nord de Haines, à proximité du lac Chilkoot.
Les températures vont de 8 °C à 24 °C en été et de −11 °C à 2 °C en hiver.

## Histoire et activités

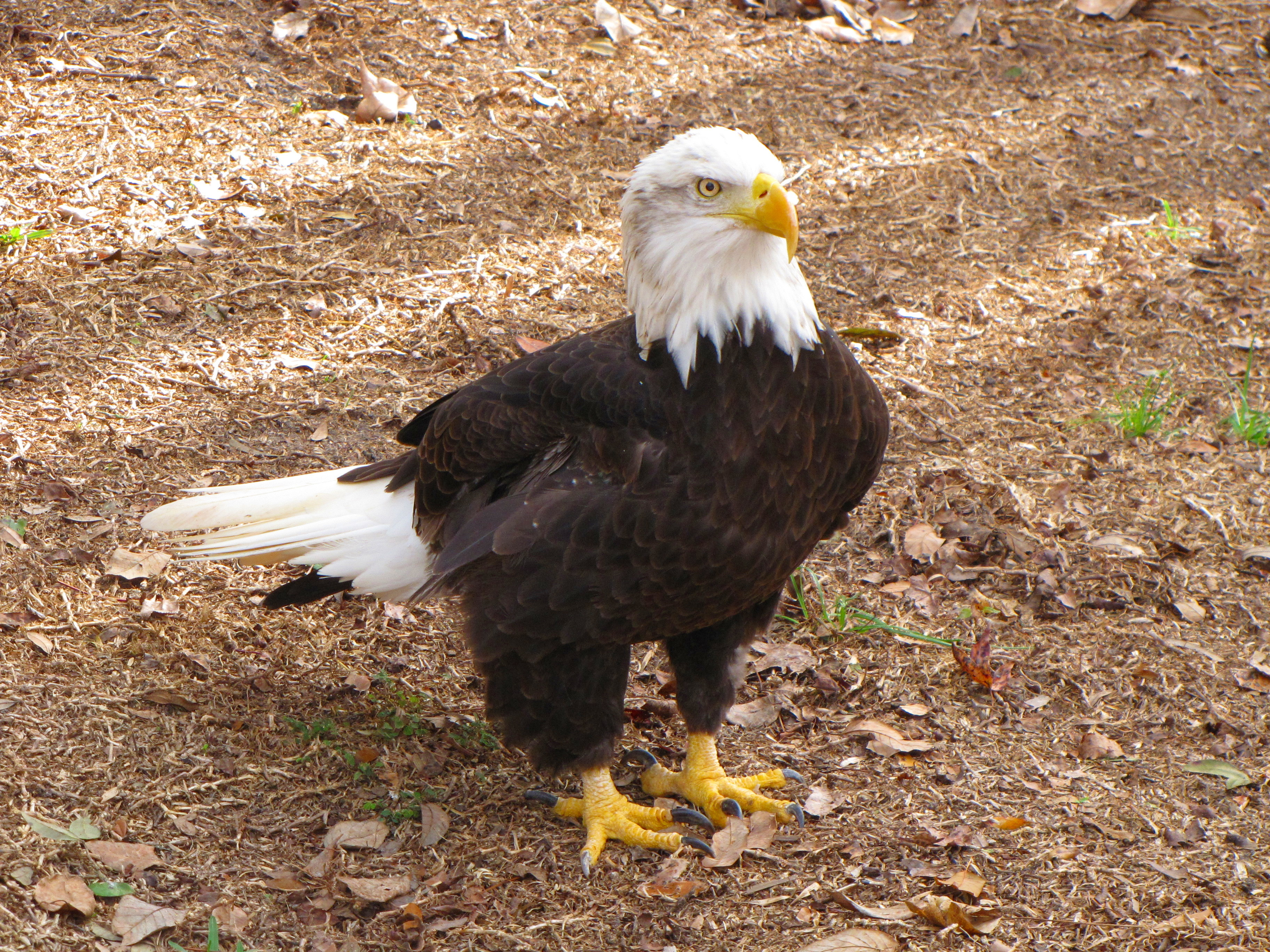
Pyrargue à tête blanche (Bald Eagle)

Son nom est d'origine Tlingits, et a été référencé pour la première fois en 1923. La localité est plutôt considérée comme une extension de la ville de Haines. Les habitants vont y travailler.
La région héberge une grande concentration de pyrargues à tête blanche.

## Démographie
| 1990 | 2000 | 2010 | - | - | - |
| ---- | ---- | ---- | - | - | - |
| 45   | 39   | 49   | - | - | - |

## Sources et références
- (en) CIS

- (en) Cet article est partiellement ou en totalité issu de l’article de Wikipédia en anglais intitulé « Lutak, Alaska » (voir la liste des auteurs).

1. ↑  « Statistiques des États-Unis (Alaska) - Profils des communautés de 2010 » (consulté en octobre 2020)